# Madesimo
Madesimo est une commune italienne de la province de Sondrio, dans la région Lombardie. Située dans les Alpes, elle a la particularité d'être la commune italienne la plus éloignée de la mer, à 290 km.

## Administration
| Période                                  | Période | Identité | Étiquette | Qualité |
| ---------------------------------------- | ------- | -------- | --------- | ------- |
|                                          |         |          |           |         |
| Les données manquantes sont à compléter. |         |          |           |         |

### Hameaux
Isola, Montespluga, Pianazzo.

### Communes limitrophes
Campodolcino, Piuro.